# 中国国民党革命委员会黑龙江省委员会
中国国民党革命委员会黑龙江省委员会，简称民革黑龙江省委、黑龙江民革，是中国国民党革命委员会在黑龙江省的地方组织。